# Ludwik Magańa Servín
Ludwik Magańa Servín, hiszp. Luis Magaña Servín (ur. 24 sierpnia 1902 w Arandas, zm. 9 lutego 1928 w Guadalajarze) – działacz Katolickiego Stowarzyszenia Młodych Meksykanów, członek Bractwa Nocnej Adoracji Najświętszego Sakramentu, męczennik chrześcijański i błogosławiony Kościoła rzymskokatolickiego.
Urodził się w bardzo religijnej rodzinie. Jego żoną była Elvira Camarena Méndez, z tego związku miał dwoje dzieci. Został zamordowany w 1928 roku.
Został beatyfikowany przez Benedykta XVI 20 listopada 2005 roku w grupie trzynastu męczenników meksykańskich.